# Tiro esportivo nos Jogos Pan-Americanos de 2019 - Carabina de ar 10 m feminino
A categoria da carabina de ar 10 m feminino foi um dos eventos do tiro esportivo nos Jogos Pan-Americanos de 2019, em Lima. Foi disputada no dia 1 de agosto no Las Palmas Range.

## Calendário
Horário local (UTC-5)
| Data        | Horário | Fase         |
| ----------- | ------- | ------------ |
| 1 de agosto | 09:00   | Qualificação |
| 1 de agosto | 11:30   | Final        |

## Medalhistas
| Ouro   | USA Alison Weisz   |
| Prata  | USA Minden Miles   |
| Bronze | ARG Fernanda Russo |

## Resultados

### Qualificação
Participaram da competição 24 atiradoras. Para a final, classificaram-se as 8 melhores.
| Pos. | Atirador              | Nacionalidade      | 1     | 2     | 3     | 4     | 5     | 6     | Total | Notas |
| ---- | --------------------- | ------------------ | ----- | ----- | ----- | ----- | ----- | ----- | ----- | ----- |
| 1    | Minden Miles          | USA Estados Unidos | 104.3 | 104.2 | 104.9 | 104.0 | 104.0 | 106.0 | 627.4 | Q,    |
| 2    | Goretti Zumaya        | MEX México         | 104.7 | 105.5 | 104.2 | 103.5 | 104.1 | 104.7 | 626.7 | Q     |
| 3    | Gabriela Martínez     | MEX México         | 102.5 | 103.1 | 104.1 | 104.0 | 104.3 | 104.0 | 622.0 | Q     |
| 4    | Alliana Volkart       | ARG Argentina      | 105.6 | 103.1 | 103.7 | 102.0 | 104.6 | 102.6 | 621.6 | Q     |
| 5    | Jazmine Matta         | GUA Guatemala      | 103.6 | 103.5 | 104.2 | 104.3 | 102.0 | 103.1 | 620.7 | Q     |
| 6    | Alison Weisz          | USA Estados Unidos | 101.2 | 103.2 | 105.2 | 101.9 | 104.0 | 105.0 | 620.5 | Q     |
| 7    | Sara Vizcarra         | PER Peru           | 103.9 | 102.5 | 103.1 | 103.5 | 102.8 | 103.7 | 619.5 | Q     |
| 8    | Fernanda Russo        | ARG Argentina      | 102.9 | 102.5 | 104.0 | 102.0 | 103.4 | 103.9 | 618.7 | Q     |
| 9    | Ana Elizabeth Ramírez | ESA El Salvador    | 102.0 | 103.2 | 103.5 | 103.5 | 101.7 | 104.2 | 618.1 |       |
| 10   | Dianelys Pérez        | CUB Cuba           | 103.9 | 101.2 | 103.4 | 101.3 | 104.7 | 103.6 | 618.1 |       |
| 11   | Polymaria Velasquez   | GUA Guatemala      | 103.5 | 103.2 | 103.8 | 102.3 | 101.1 | 101.7 | 615.6 |       |
| 12   | Yarimar Mercado       | PUR Porto Rico     | 103.5 | 101.6 | 101.3 | 104.4 | 103.7 | 100.9 | 615.4 |       |
| 13   | Geovana Meyer         | BRA Brasil         | 103.7 | 102.8 | 102.5 | 102.4 | 103.0 | 100.6 | 615.0 |       |
| 14   | Gabriela Lobos        | CHI Chile          | 103.0 | 101.8 | 101.2 | 102.9 | 101.4 | 102.3 | 612.6 |       |
| 15   | Karina Cerpa          | CHI Chile          | 103.6 | 102.0 | 103.4 | 98.7  | 102.0 | 102.6 | 612.3 |       |
| 16   | Lucia Cruz            | PER Peru           | 103.5 | 102.5 | 102.1 | 101.4 | 100.9 | 101.0 | 611.4 |       |
| 17   | Ana Karina Cruz       | ECU Equador        | 100.7 | 101.4 | 102.6 | 100.8 | 103.3 | 102.1 | 610.9 |       |
| 18   | Sofía Padilla         | ECU Equador        | 101.1 | 103.4 | 100.0 | 103.9 | 100.8 | 101.4 | 610.6 |       |
| 19   | Eglys de la Cruz      | CUB Cuba           | 104.0 | 104.6 | 102.6 | 101.7 | 103.2 | 94.3  | 610.4 | A2    |
| 20   | Shannon Westlake      | CAN Canadá         | 100.5 | 100.2 | 102.8 | 99.0  | 102.8 | 99.2  | 604.5 |       |
| 21   | Melissa Pérez         | ESA El Salvador    | 98.7  | 100.3 | 99.6  | 100.1 | 100.7 | 101.8 | 601.2 |       |
| 22   | Selenia Ledezma       | BOL Bolívia        | 98.8  | 100.4 | 97.2  | 98.0  | 102.5 | 98.1  | 595.0 |       |
| 23   | Simone Prachthauser   | BRA Brasil         | 98.8  | 99.7  | 100.4 | 98.3  | 101.1 | 96.4  | 594.7 |       |
| 24   | María López           | NCA Nicarágua      | 95.5  | 97.5  | 95.2  | 97.8  | 94.5  | 98.9  | 579.4 |       |

### Final
| Pos.              | Atirador          | Nacionalidade      | 1                             | 2                              | 3               | 4               | 5               | 6               | 7               | 8               | 9               | Total | Notas |
| ----------------- | ----------------- | ------------------ | ----------------------------- | ------------------------------ | --------------- | --------------- | --------------- | --------------- | --------------- | --------------- | --------------- | ----- | ----- |
| Medalha de ouro   | Alison Weisz      | USA Estados Unidos | 52.7 10.0 10.7 10.8 10.5 10.7 | 104.2 10.0 10.8 10.0 10.5 10.2 | 124.9 10.1 10.6 | 145.7 10.1 10.7 | 166.1 10.3 10.1 | 187.0 10.8 10.1 | 207.8 10.4 10.4 | 228.8 10.6 10.4 | 249.4 9.8 10.8  | 249.4 | FPR   |
| Medalha de prata  | Minden Miles      | USA Estados Unidos | 52.6 10.1 10.7 10.6           | 103.2 10.0 9.6 10.5 10.0       | 123.2 9.4 10.6  | 144.1 10.3 10.6 | 164.8 10.6 10.1 | 185.8 10.2 10.8 | 205.7 10.4 9.5  | 225.9 10.2 10.0 | 246.4 10.2 10.3 | 246.4 |       |
| Medalha de bronze | Fernanda Russo    | ARG Argentina      | 51.6 10.1 10.0 10.5 10.8 10.2 | 104.4 10.7 10.7 10.8 10.3      | 124.8 9.8 10.6  | 146.0 10.8 10.4 | 166.1 10.1 10.0 | 186.5 10.2 10.2 | 206.1 9.7 9.9   | 225.8 9.8 9.9   | 225.8           | 225.8 |       |
| 4                 | Gabriela Martínez | MEX México         | 50.4 10.6 9.9 9.4 9.9 10.6    | 102.7 10.6 10.6 10.7 9.7       | 122.6 10.6 9.3  | 143.3 10.7 10.0 | 163.7 10.6 9.8  | 184.4 10.4 10.3 | 204.1 9.4 10.3  | 204.1           | 204.1           | 204.1 |       |
| 5                 | Goretti Zumaya    | MEX México         | 51.0 10.3 10.3 9.8 10.3       | 101.8 10.6 9.8 10.3 10.0 10.1  | 122.0 10.0 10.2 | 142.3 10.0 10.3 | 163.3 10.5 10.5 | 184.2 10.2 10.7 | 184.2           | 184.2           | 184.2           | 184.2 |       |
| 6                 | Alliana Volkart   | ARG Argentina      | 52.7 10.7 10.8 10.2 10.9 10.1 | 101.6 10.4 8.6 10.2 9.7 10.0   | 121.7 9.9 10.2  | 141.7 9.9 10.1  | 162.1 10.2 10.2 | 162.1           | 162.1           | 162.1           | 162.1           | 162.1 |       |
| 7                 | Jazmine Matta     | GUA Guatemala      | 51.6 9.7 10.6 10.8 10.6 9.9   | 101.5 9.8 10.2 10.0 9.9        | 120.8 9.7 9.6   | 141.4 10.8 9.8  | 141.4           | 141.4           | 141.4           | 141.4           | 141.4           | 141.4 |       |
| 8                 | Sara Vizcarra     | PER Peru           | 48.3 9.4 9.5 9.9 9.1 10.4     | 98.5 10.3 9.9 10.1 10.2 9.7    | 119.0 10.3 10.2 | 119.0           | 119.0           | 119.0           | 119.0           | 119.0           | 119.0           | 119.0 |       |